# 椿蓁一郎

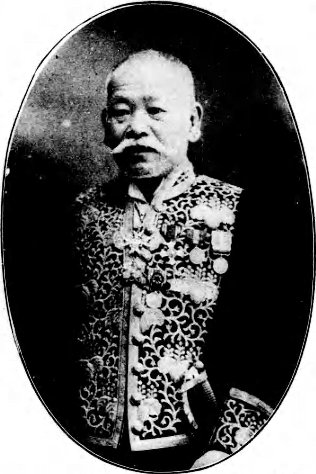
椿蓁一郎

椿 蓁一郎（つばき しんいちろう、1850年10月9日（嘉永3年9月4日） - 1935年（昭和10年）9月10日）は、幕末の桑名藩士、明治期の教育者・内務官僚。三重県師範学校長、官選県知事、小樽区長。旧姓・塚田、旧名・丈夫。

## 経歴
江戸八丁堀の桑名藩邸で同藩士・塚田長平の二男として生まれ、同藩士・椿重三郎の養子となる。藩校・立教館で学んだ。戊辰戦争では幕府方として転戦した。その後、桑名に帰るも、1973年に上京して東京師範学校で学び、1874年1月、同校を卒業。
1874年2月、文部省三等訓導任官。1875年9月、度会県師範学校二等訓導に就任。以後、同校監事兼一等訓導、三重県師範学校長を歴任。1880年2月、地方官に転じ三重県四等属となる。以後、三重県飯高郡長兼飯野郡長、兼多気郡長を歴任。1887年2月、再び三重県尋常師範学校長に就任。1888年8月、高等師範学校教諭に転任。同年9月、文部省普通学務局兼務、同省視学官となる。1890年2月、第五高等中学校幹事に転じた。1891年8月、女子高等師範学校教授に就任。以後、文部省視学官、華族女学校幹事、文部省参事官、兼華族女学校教授などを歴任。
1895年9月、再び地方官に転じ愛媛県書記官となる。以後、沖縄県書記官、兼臨時沖縄県土地整理事務局事務官などを経て、1900年1月、和歌山県書記官に就任。
1900年10月、和歌山県知事に昇格。県内寺社の整理統合、南海鉄道全線開通などに尽力。1903年6月、秋田県知事に転任。前々任の武田千代三郎知事の「造林百年計画」の実施に着手した。1904年11月、知事を休職となる。1905年11月18日、小樽区長に就任し、1908年10月に辞職した。

## 栄典・授章・授賞
- 1900年（明治33年）12月20日 - 勲五等瑞宝章[8]
- 1906年（明治39年）4月1日 - 勲三等瑞宝章[9]・明治三十七八年従軍記章[10]

外国勲章佩用允許
- 1910年（明治43年）2月14日 - ロシア帝国：スタニスラス勲二等勲章[11]

## 編著
- 千賀性海共編『初學人體問答』加藤長平、1877年。
- 庄井弘共編『筆算新書大全』桂雲堂、1879年。